# 全要素生产率
在宏观经济学中，全要素生产率（英語：Total factor productivity (TFP)，也称为总要素生产率，技术进步率）是指不包括资本和劳动力等外來输入，其他所有影响产出的要素，簡單而言即是一個經濟體本身實力的進步，它的特色是能夠通過一個簡單的數據說明經濟增長的因素。

## 定義
TFP是新古典经济增长模型中用来衡量纯技术进步在生产中的作用的指标，由罗伯特·索洛（英語：Robert Merton Solow）提出。所谓纯技术进步包括知识、教育、技术培训、规模经济、组织管理等方面的改善，但还不能具体化为（或不能归因于）有形的、效率更高的资本设备、技巧更高的劳动、肥效更大的土地等生产要素的增加投入量，所以又称为「非具体化的技术进步」，也被比作「天降馅饼」。因此，全要素生产率是指全部生产要素（包括资本、劳动）的投入量都不变时，而生产量仍能增加的部分。
全要素生产率并非所有要素的生产率，“全”的意思是经济增长中不能分别归因于有关的有形生产要素的增长的那部分，因而全要素生产率只能用来衡量（除去所有有形生产要素以外的）纯技术进步的生产率的增长。

## 計算方法
在Cobb–Douglas函數中，總產出(Y)爲全要素生產率(A)、資本投入(K)、勞動投入(L)，以及兩投入在產出中所佔份額的函數（α和β分別爲K和L的相應貢獻份額）。通常而言，A, K或L的增加都會使產出增加。
{\displaystyle Y=A\times K^{\alpha }\times L^{\beta }}